# Гусев, Михаил Иванович
Михаил Иванович Гусев (Михаил Кулебакский; 25 октября 1890, с. Дивеево, Арзамасский уезд, Нижегородская губерния — 20 ноября 1937) — священнослужитель Русской православной церкви, протоиерей.
Причислен к лику святых новомучеников 6 октября 2001 года определением Священного Синода Русской Православной Церкви.

## Биография
Родился 25 октября 1890 году в семье священника Серафимо-Дивеевского монастыря Иоанна Гусева.
В 1913 году был рукоположён во священника и назначен в Серафимо-Дивеевский монастырь. По воспоминаниям, батюшка отличался добросердечием, справедливостью, пользовался любовью и уважением прихожан и соседей, помогал чем мог сёстрам разорённой Дивеевской обители, а также не забывал детей арестованных.

## Подвижничество
В 1927 году монастырь был закрыт.
В праздник Рождества Пресвятой Богородицы милиционер запретил сёстрам звонить ко всенощной. Отец Михаил в это время готовился к службе. Он вышел из храма узнать, почему не благовестят, ведь дивеевские звонарки никогда не опаздывали. Только батюшка подбежал к колокольне, как тут же был арестован. Его увезли в Арзамасскую тюрьму. Волнуясь о судьбе мужа, Нина Ивановна поехала в село Пузо к блаженной Марии Ивановне. Та сказала: «Он будет служить, где большие трубы».

## Арест
Был арестован 31 августа 1937 года. Накануне ареста его дважды вызывали в НКВД, предлагая отречься от сана, но он отказался. Он оставил жене записку со словами: «Не плачь, не ропщи — тому времени быть. На нас сбылись слова Спасителя…»
В вину ему поставили организацию на территории Кулебакского района «контрреволюционной церковно-фашистской группы». На следствии вёл себя стойко, обвинения категорически отверг. Приговорён 11 ноября 1937 г., по обв.: ст. 58-10-11. Приговор: ВМН Расстрелян 20 ноября 1937 г.
Был расстрелян накануне дня своего Ангела — праздника собора Архистратига Михаила — 7/20 ноября.

## Канонизация

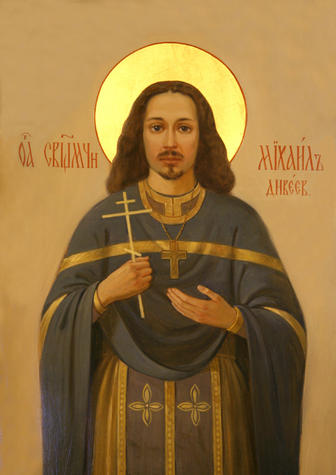
Икона

Священномученик протоиерей Михаил Гусев канонизирован Архиерейским Собором Русской Православной Церкви, 13-16 августа 2000 года Священный Синод, Определение от 6 октября 2001 года. По представлению Нижегородской епархии.